# Arthur Claus
Arthur Claus (Sint-Niklaas, 4 maart 1861 - Hamburg, 11 september 1932) was een Belgisch arts, activist en lid van de Raad van Vlaanderen.

## Levensloop
Na twee jaar wijsbegeerte aan de Katholieke Universiteit Leuven onder leiding van Désiré-Joseph Mercier, studeerde Claus in Gent en promoveerde in 1888 tot doctor in de geneeskunde. In 1895 werd hij hoofdgeneesheer van de psychiatrische kliniek in Mortsel.
In 1914 werd Claus dienstdoend burgemeester van Mortsel. In februari 1916 werd hij hoogleraar neurologie en psychiatrie aan de door de Duitsers vernederlandste universiteit van Gent. Hij kwam in contact met veel activisten en trad zelf toe tot deze stroming, weliswaar bij de gematigden die binnen een federaal België wilden blijven en die men de Unionisten noemde.
Hij werd in februari 1916 lid van de Raad van Vlaanderen. Hij stelde vast dat veel activisten zich slaafs gedroegen tegenover de bezetter en dit bracht er hem toe om in augustus 1918 ontslag te nemen uit de Tweede Raad van Vlaanderen.
In november 1918 vluchtte hij naar Nederland en werd bij verstek tot 20 jaar gevangenis veroordeeld. In 1922 vestigde hij zich in Hamburg en was er actief in het wetenschappelijk onderzoek.
In 1924 kwam hij weer naar België met de bedoeling zich aan een proces te onderwerpen. Hij wilde er een showproces van maken, als propaganda voor de ideeën van de activisten. Hij vroeg de Franse rechtspleging aan en werd verdedigd door Jules Destrée. Het assisenhof van Brabant veroordeelde hem tot 3 jaar gevangenis en 10 jaar beroving van burgerrechten. Claus ging in beroep, de zaak sleepte aan en werd door de uitdovingswet (1929) nutteloos gemaakt.
Terug in Hamburg overleed Claus onverwacht aan de gevolgen van een heelkundige ingreep.